# Meg Christian
Meg Christian (Lynchburg (Virginia), 1946) is een Amerikaanse folkgitariste en singer-songwriter, geassocieerd met de muziekbeweging voor vrouwen.

## Biografie
Ze studeerde af aan de University of North Carolina in Chapel Hill en verhuisde in 1969 naar Washington D.C., waar ze optrad in nachtclubs en materiaal begon te schrijven vanuit een expliciet politiek en feministisch perspectief. In de jaren 1970 van de vorige eeuw was Christian, die openlijk lesbisch is, geaccepteerd met vrouwen separatisme en er werd soms gespeeld op locaties die alleen voor vrouwen bestemd zijn. Ze was een van de oprichters van Olivia Records, waar haar eerste album haar debuut was. Ze stopte met het geven van live-optredens in 1984 en begon met het bestuderen van Oosterse mystiek. Het resultaat van deze verkenningen waren de albums The Fire of My Love en Songs of Ecstasy. Ze veranderde haar voornaam in Shambhavi in deze tijd en woonde in een ashram in New York.
In 2002 herstartte Christian haar associatie met Olivia Records en begon opnieuw op te treden voor label evenementen. Haar eerste optreden sinds 1984 was op een cruiseschip, gearrangeerd door Olivia.

## Discografie
- 1974: I Know You Know (Olivia Records)
- 1977: Face the Music (Olivia)
- 1981: Turning it Over (Olivia)
- 1983: Meg & Cris at Carnegie Hall (live met Cris Williamson, Olivia)
- 1984: From the Heart (Olivia)
- 1986: Scrapbook (Olivia)
- 1986: The Fire of My Love (Syda Records)
- 1990: The Best of Meg Christian (Olivia)
- 1995: Songs of Ecstasy (Syda)

- Library of Congress Control Number: n92013628
- MusicBrainz: d5fdeaf5-5232-481f-aab7-5bed9f620642
- Virtual International Authority File: 36104933
- WorldCat: E39PBJtCCYpytDTPjVC6dyvPwC